# Arken Imirbaki
Arken Imirbaki (hoặc Erkin Iminbaqi, tiếng Duy Ngô Nhĩ: ئەركىن ئىمىنباقى ‎; tiếng Trung giản thể: 艾力更·依明巴海; Hán Việt: Ngải Lực Canh Y Minh Ba Hải, bính âm Hán ngữ: Àilìgēng Yīmíngbāhǎi; sinh tháng 9 năm 1953, người Duy Ngô Nhĩ) là chính trị gia nước Cộng hòa Nhân dân Trung Hoa. Ông là Phó Ủy viên trưởng Ủy ban Thường vụ Nhân Đại Trung Quốc khóa XII, XIII, Ủy viên Ủy ban Trung ương Đảng Cộng sản Trung Quốc khóa XIX. Là đảng viên Đảng Cộng sản Trung Quốc, học vị Cử nhân Hóa học, ông có sự nghiệp đa phần đều ở quê nhà Tân Cương, từng giữ nhiều chức vụ lãnh đạo vùng địa phương này như Bí thư Đảng tổ, Chủ nhiệm Ủy ban Thường vụ Nhân Đại Tân Cương; Thường vụ Khu ủy Tân Cương, Phó Chủ tịch Chính phủ Tân Cương.

## Xuất thân và giáo dục
Arken Imirbaki sinh tháng 9 năm 1953 tại huyện Yengisar, tỉnh Tân Cương, nay thuộc địa khu Kashgar, Khu tự trị Duy Ngô Nhĩ Tân Cương, Cộng hòa Nhân dân Trung Hoa. Ông lớn lên trong một gia đình người Duy Ngô Nhĩ, tốt nghiệp phổ thông năm 1971. Đầu năm 1974, ông tới thủ phủ Tây An của Thiểm Tây để theo học Khoa Công nghiệp nhẹ số 2 của Học viện Công nghiệp nhẹ Tây Bắc (西北轻工学院, nay là Đại học Khoa học và Kỹ thuật Thiểm Tây) về silicat chuyên nghiệp, chương trình bậc đại học phổ thông, tốt nghiệp năm 1977. Đến tháng 6 năm 1980, ông được kết nạp Đảng Cộng sản Trung Quốc.

## Sự nghiệp
Năm 1971, sau khi tốt nghiệp phổ thông, Arken Imirbaki được xếp vào diện thanh niên trí thức của phong trào Vận động tiến về nông thôn, được điều về huyện Ürümqi làm người lao động ở công xã Đông Phong (东风公社). Sau đó 1 năm, ông lên thủ phủ Ürümqi làm công nhân ở nhà máy gốm sứ trong thành phố. Năm 1977, sau khi tốt nghiệp trường Tây Bắc, ông trở về Nhà máy Gốm sứ Ürümqi – xí nghiệp nhà nước làm kỹ thuật viên, làm việc liên tục 7 năm 1977–84 và lần lượt là Chủ nhiệm xưởng và Phó Xưởng trưởng nhà máy. Năm 1984, ông được điều lên Chính phủ nhân dân thành phố Ürümqi, bổ nhiệm làm Phó Cục trưởng Cục Công nghiệp thành phố, sau đó 2 năm thì là Phó Chủ nhiệm Ủy ban Kinh tế Ürümqi. Đến giữa năm 1992, ông là Trợ lý Thị trưởng Chính phủ Ürümqi, thêm 2 năm nữa thì chuyển lên Chính phủ Nhân dân Khu tự trị Duy Ngô Nhĩ Tân Cương công tác với vị trí Thành viên Đảng tổ, Phó Chủ nhiệm Ủy ban Kinh tế và Thương mại Tân Cương. Năm 1997, ông được bổ nhiệm làm Phó Bí thư Đảng tổ, Sảnh trưởng Sảnh Công nghiệp điện tử cơ giới Tân Cương, kiêm Chủ nhiệm Văn phòng Công nghiệp Quốc phòng Tân Cương. Đến 1999 thì ông chuyển chức làm Bí thư Đảng tổ Sảnh Văn phòng Chính phủ Tân Cương, Tổng thư ký Chính phủ Tân Cương, dưới thời chủ tịch Ablet Abdureshit.
Năm 2001, Arken Imirbaki được Ủy ban Thường vụ Nhân Đại bổ nhiệm làm Phó Chủ tịch Chính phủ Tân Cương, đồng thời được bầu làm Ban Thường vụ Khu ủy Khu tự trị Uyghur Tân Cương. Ngày 23 tháng 1 năm 2008, ông được bầu làm Chủ nhiệm Ủy ban Thường vụ Nhân Đại Tân Cương khóa XI, cấp chính tỉnh. Tháng 3 năm 2013, ông được điều lên trung ương, chỉ định làm Thành viên Đảng tổ Nhân Đại Trung Quốc, đến ngày 17 tháng 3, tại kỳ họp đầu tiên của Đại hội Đại biểu Nhân dân Toàn quốc khóa XII, ông được bầu làm Phó Ủy viên trưởng Ủy ban Thường vụ Nhân Đại Trung Quốc khóa này, là lãnh đạo cấp phó quốc gia, sau đó tiếp tục là Phó Ủy viên trưởng Đại hội Đại biểu Nhân dân Toàn quốc khóa XIII. Ngày 21 tháng 1 năm 2014, ông được miễn nhiệm chức vụ Chủ nhiệm Nhân Đại Tân Cương, tập trung ở Nhân Đại quốc gia. Tháng 10 năm 2017, Arken Imirbaki tham gia đại hội đại biểu toàn quốc từ đoàn Tân Cương, được bầu làm Ủy viên Ủy ban Trung ương Đảng Cộng sản Trung Quốc khóa XIX tại Đại hội Đảng Cộng sản Trung Quốc lần thứ XIX. Cuối năm 2022, ông tiếp tục tham gia Đại hội Đảng Cộng sản Trung Quốc lần thứ XX từ đoàn đại biểu Tân Cương.

## Vấn đề chính trị quốc tế
Vào ngày 7 tháng 12 năm 2020, Tổng thống Hoa Kỳ Donald Trump ký Sắc lệnh 13936, theo đó, Bộ Ngân khố Hoa Kỳ đã áp đặt các biện pháp trừng phạt đối với tất cả 14 Phó Ủy viên trưởng Ủy ban Thường vụ Đại hội Đại biểu Nhân dân Toàn quốc của Trung Quốc, bao gồm Arken Imirbaki, bởi Hoa Kỳ cho rằng các chính trị gia này đã "phá hủy quyền tự trị của Hồng Kông và hạn chế quyền tự do ngôn luận của đặc khu này" khi thông qua Luật An ninh quốc gia Hồng Kông.